# Jose Abad Santos (Davao Occidental)
Jose Abad Santos ist eine philippinische Stadtgemeinde in der Provinz Davao Occidental. Sie hat 76.332 Einwohner (Zensus 1. August 2015).

## Baranggays
Jose Abad Santos ist politisch in 26 Baranggays unterteilt.
| - Buguis - Balangonan - Bukid - Butuan - Butulan - Caburan Big - Caburan Small (Pob.) - Camalian - Carahayan - Cayaponga - Culaman - Kalbay - Kitayo | - Magulibas - Malalan - Mangile - Marabutuan - Meybio - Molmol - Nuing - Patulang - Quiapo - San Isidro - Sugal - Tabayon - Tanuman |